# Густина минерала у костима
Густина минерала у костима, BMD (енгл. bone mass density, BMD), коштана густина или коштана маса је методом апсорпције или радиолошкомдензитометријом процењена вредност минерала у коштаном ткиву хуманог скелета.Смањена коштана густина сигуран је и независан фактор ризика за настанак остеопоротичних прелома, заједно са другим важним факторима који могу бити непроменљиви и променљиви. Низак индекс телесне масе спада у групу променљивих клиничких фактора ризика

## Физиологија
На ћелијском нивоу густина минерала у костима (BMD) зависи од равнотеже између остеобласта и остеокласта. Та равнотежа одређује способност коштаног система да успешно одговори на бројне физиолошке процесе, укључујући и функције ендокриног система, имунског система, и факторе раста.
У коштаном ткиву одвијају се сложени хемијски процеси минерализације коштане масе који могу да мењају количину расположивог калцијум, фосфат и водоника. У овај процес укључени су и витамин Д, паратиреоидни хормон и калцитонин.
Минерализације кости, је сложен физиолошки процес, којим се постиже оптимална густина минерала у костима, таложењем соли калцијума хидроксил апатита и претварањем остеоида у круту кост. Овај процес зависи од; количине доступних минерала (калцијума, фосфата и водоникових јона), дејства ензима (алкална фосфатаза), активности остеоцита (остеобласта и остеокласта), дејства хормона (паратироидни хормон, тироидника лцитонин) и витамина Д.

## Етиологија
Факторе ризика, као предиктори за настанак остеопорозе и прелома, због сниженог BMI, могу се поделити; на оне на које не можемо и на оне на које можемо утицати.
Фактори ризика на које не можемо утицати
- Старосна доб. Смањена густина минерала у костима (BMD) код оба пола најчешће је последица старења, јер са у позним годинама количина излучених полних хормона, пре свега естрогена значајно смањује.[5]
- Женски пол,
- Позитивна породична анамнеза, на остопорозу
- Претходни преломи,
- Касна менарха,
- Рана менопауза,
- Употреба кортикостероида,
- Реуматоидни артритис.

Фактори ризика на које можемо утицати
- Пушење,
- Конзумирање алкохола,
- Ниска телесна маса (BMI). Ниске вредности BMI су веома значајан фактор ризика за настанак остеопорозе, док повећање BMI има протективну улогу.[6][а]
- Недостатак витамина Д,
- Недовољан унос калцијума,
- Смањена физичка активност,
- Чести падови.

| Категорије налаза | Године живота 50–64 | Године живота > 64 | Глобално |
| ----------------- | ------------------- | ------------------ | -------- |
| Нормалан налаз    | 5.3                 | 9.4                | 6.6      |
| Остеоппенија      | 11.4                | 19.6               | 15.7     |
| Остеопороза       | 22.4                | 46.6               | 40.6     |

## Патофизиологија и дијагностика
Густина минерала у костима не само да утиче на чврстину костију већ и на бројне патолошке метаболичке и хормоналне процесе у организму укључујући и остоеопорозу. Ниска густина кости може да смањи њихову чврстину и тиме повећа ризик од прелома. Остеопороза је једно од скелетних обољење које се карактерише смањеном коштаном чврстином и повећаним ризиком за настанак прелома.
Коштану чврстину одређују квантитет и квалитет кости. Смањење минералне коштане густине, која је одлика поремећеног квантитета кости у остеопорози ако је праћена великим губитак коштане масе, доводи до прелома и деформитета и због поремећаја квалитета кости.
За процену квалитета кости, користи се бројне методе које мере минералну коштану густину кости (BMD). Према препоруци Светске здравствене организације (СЗО), користи се метода двоенергетске рендгенске дензитометрије (DEXA), која се сматра „златним стандардом“ за дијагнозу промене коштане густине у остеопорози. Места мерења су лумбални део кичме и кук, а добијена вредност BMD изражава се у g/cm2.
Дијагноза нарушене густине кости или остеопорозе, применом DEXA методе, поставља се на основу мерењем добијених вреднсти Т скора, израженог у SD.
- Нормалан налаз густине кости су вредности Т скора изнад -1 SD
- Остеопенија одговара вредностима Т скора између - 1 и - 2,5 SD
- Остеопороза им вредности Т скора мање од - 2,5 SD.[10]

Може се закључити да је процена густине минерала у костима (BMD), применом дензитометријског одређивања Т скора, од суштинског значаја за правилну и брзу дијагнозу и превенцију остеопорозе.